# NGC 4943
NGC 4943 је спирална галаксија у сазвежђу Береникина коса која се налази на NGC листи објеката дубоког неба.
Деклинација објекта је + 28° 5' 1" а ректасцензија 13h 3m 45,0s. Привидна величина (магнитуда) објекта NGC 4943 износи 14,6 а фотографска магнитуда 15,6. NGC 4943 је још познат и под ознакама CGCG 160-122, PGC 45129.